# هنري كينغزبيري
هنري كينغزبيري (بالإنجليزية: Henry Kingsbury)‏ هو عازف بيانو أمريكي، ولد في 1943.